# Šport u 1965.
◄◄ | ◄ | 1962. | 1963. | 1964. | 1965.  | 1966. | 1967. | 1968. | ► | ►►
Arhitektura • Astronautika • Astronomija • Biologija • Film • Fotografija • Glazba • Kazalište • Kemija • Kiparstvo • Knjige • Književnost • Kršćanstvo • Meteorologija • Medicina • Planinarstvo • Politika • Pravo • Promet • Slikarstvo • Strip • Šport • Televizija • Znanost • Zrakoplovstvo • Željeznički promet
Šport u 1965.

## Svijet

### Natjecanja

#### Svjetska natjecanja
- Od 7. do 13. srpnja – Svjetsko prvenstvo u rukometu za žene u SR Njemačkoj: prvak Mađarska

#### Kontinentska natjecanja

##### Europska natjecanja
- Od 30. svibnja do 10. lipnja – Europsko prvenstvo u košarci u Moskvi (Rusija) i Tbilisiju (Gruzija) u tadašnjem SSSR-u: prvak SSSR

## Vanjske poveznice
|  | Zajednički poslužitelj ima još gradiva o temi Šport u 1965. |